# Dicranomyia (Dicranomyia) subdidyma
Dicranomyia (Dicranomyia) subdidyma is een tweevleugelige uit de familie steltmuggen (Limoniidae). De soort komt voor in het Palearctisch gebied.